# 京都新聞

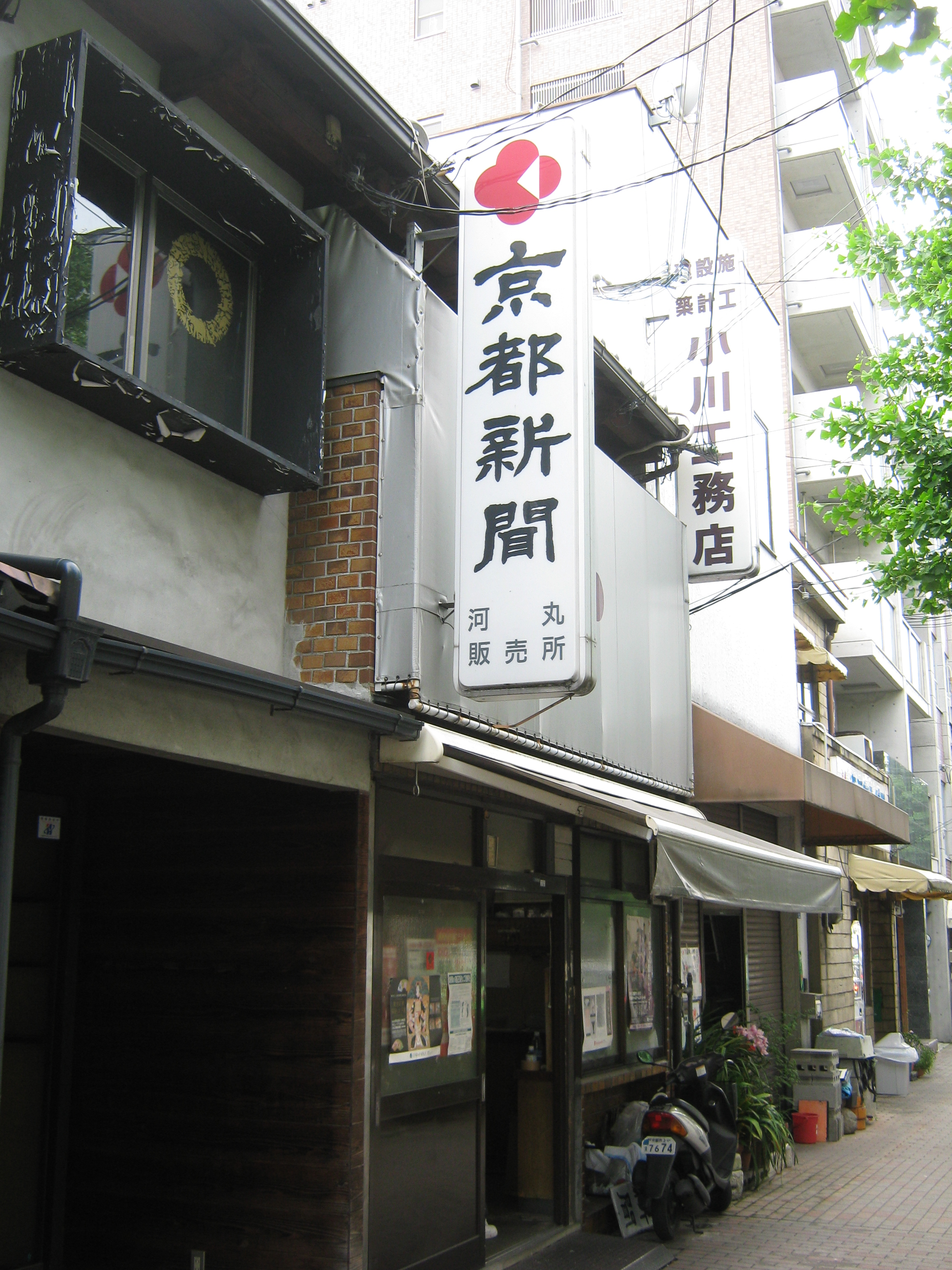
京都新聞販売店例・河丸販売所、京都市上京区

京都新聞（きょうとしんぶん）は、京都府と滋賀県を中心に発行されている地方紙である。

## 概要
創刊は、1879年（明治12年）6月9日。「京都商事迅報」という名の経済専門紙だった。本社社屋の設計は建築家・富家宏泰による。

### 社是
われらは正義を守る。われらは自由を守る。われらは真実を守る。

### 企業理念
言論報道を基本とした総合情報活動を通して、人間性豊かな社会の発展につくす。

### 概略
京都市の本社に加え、大津市に滋賀本社を置き、両府県の主読紙として定着している。準ブロック紙としての性格を持っている。もともと滋賀県唯一の地元紙であった滋賀日日新聞を吸収合併したため、京都府のみならず滋賀県の県紙としての役割も有する（滋賀県は大阪府とともに県域紙が存在しない都道府県である）。朝刊・夕刊（京都府北部・滋賀県北部は朝刊のみ）を発行し、発行部数は朝刊が32万6071部、夕刊が11万6797部（2022年10月時点）である。
滋賀県内向け紙面は、1994年より1面題字下に「滋賀」の表記を入れていたが、2025年3月1日付朝刊より『滋賀 京都新聞』と題字を改めている。
2006年4月には、新聞事業を編集・経営、事業・販売・広告、制作に3分社化する「グループ経営」に移行した。新聞販売と広告営業・イベント企画などの事業は京都新聞社本社から分社化された株式会社京都新聞COM（きょうとしんぶんコム）が、新聞印刷事業は株式会社京都新聞印刷（きょうとしんぶんいんさつ）がそれぞれ行っている。
グループ経営としては2002年に読売新聞が読売新聞グループ本社のもとに再編・分社化を導入しているが、東京、大阪、西部など地域ごとの分社であり、京都新聞のように1地域の新聞発行を業務単位で分社する試みは初めてのことである。
野中広務、谷垣禎一、伊吹文明、前原誠司などの地元選出議員が政府・与党の要職についていた際には東京での取材に人員と紙面を割いた。
京都には歴史的な文化財が多く存在し、また多数の大学が設置されている特性から、歴史・文化関係の記事や大学の記事が多い。また、仏教各宗派の現状をまとめた記事や連載なども厚く、同じ京都市に本社を置く専門紙中外日報と競い合うなど他府県の地方紙との違いが際立っている。1面コラムのタイトルは「凡語」（ぼんご）。

### 天気予報欄
朝刊は1面題字広告下に京都南・京都北・滋賀南・滋賀北の当日の6-12時、12-18時、18-24時・最低気温・最高気温・明日の天気予報と大阪・神戸・奈良・東京・名古屋・福岡の当日の天気予報が、3面に京都・滋賀を含む全国主要都市の週間予報と天気図・概況が掲載されている。
夕刊は、1面右下に天気図・概況とともに京都南部・北部、滋賀南部・北部の当日18時から6時間刻みで翌々日0時までの天気予報と明日の最低気温・最高気温、大阪・神戸・奈良・福井・札幌・東京・名古屋・福岡の明日の天気、当日の京都・舞鶴・大津・彦根の最低気温、琵琶湖の水位が掲載されている。

### 発行エリア
京都府、滋賀県以外にも大阪府（京阪本線の淀屋橋・天満橋・枚方市・樟葉の各駅構内のもより市と、阪急京都線の高槻市駅やOsaka Metro谷町線東梅田駅中西改札そばのローソン、三島郡島本町の一部など）や奈良県（近鉄京都線の高の原駅の売店）でも販売されている。
なお、滋賀県ではブロック紙の中日新聞と販売エリアが重なっているが、中日新聞は彦根市など県東部を中心にシェアが高く、大津市など県西部では京都新聞のシェアが高い。2005年に純県域紙のみんなの滋賀新聞が一時期発行されたものの、過去に京都新聞の系列新聞として滋賀日日新聞が存在した名残もあり、事実上滋賀県の県域紙としての位置づけもなしている。

## 歴史
- 1879年 浜岡光哲が「商報会社」を設立。6月9日に「京都商事迅報」を創刊[1]。
- 1880年8月 京都商事迅報を「商事迅報」に改題[1]。
- 1881年 「京都新報」創刊[1]。
- 1882年8月 京都新報を「京都滋賀新報」に改題[1]、関西で初めて紙面に見出しを付ける。
- 1884年10月 京都滋賀新報を「中外電報」に改題[7]。
- 1885年4月 中外電報の姉妹紙として「日出新聞」を発行[7]。
- 1892年9月30日 中外電報を廃刊[7]、日出新聞のみとする。
- 1897年7月 日出新聞を「京都日出新聞」に改題[7]。
- 1912年 「京都夕刊新聞」創刊。
- 1916年 京都夕刊新聞を「関西日日新聞」に改題。
- 1920年 関西日日新聞を「京都日日新聞」に改題。
- 1921年
  - 1月 京都日出新聞の発行社「合資会社京都日出新聞社」を設立[7]。
  - 11月 「江州日日新聞」を創刊[7]。
- 1931年 神戸・大阪時事・京都日日の3社が合併、三都合同新聞社発足。
- 1933年 京都日日新聞社が三都合同新聞社から独立。
- 1942年
  - 4月 戦時報道統制により、京都日日新聞と京都日出新聞を統合、「京都新聞」を創刊[7]。
  - 8月 江州日日新聞を「滋賀新聞」に改題[7]。
- 1946年5月 「夕刊京都」創刊（1982年廃刊）。
- 1949年 新年号紙面に戦後、関西では初のカラー印刷[要出典]。11月、戦後創刊の夕刊「京都日日新聞」を合併し「夕刊・京都新聞」として発行、朝夕刊制復活の口火を切る。
- 1951年 京都放送が開局（ラジオ。テレビ開局は1969年）。
- 1956年
  - 3月 滋賀新聞の経営に京都新聞社が参画[7]。
  - 9月 滋賀新聞を「滋賀日日新聞」に改題[7]。
- 1958年 共同出資により、関西テレビ放送を開局。
- 1979年 滋賀日日新聞を京都新聞と統合[7]。滋賀本社が設立される。
- 1982年 多色印刷システム完成[要出典]。
- 1983年 新刷版システムに紙面移行完了、鉛版93年の歴史に幕を下ろす[要出典]。
- 1994年 神戸新聞社と「緊急事態発生時における新聞発行援助協定」を締結。
- 1995年1月17日に 阪神・淡路大震災が発生。京都市内も被害はあったが規模が小さく、自社ビルも被害はなかった。しかし、震源地に近い兵庫県神戸市が大きな被害を受け、前年発行援助協定を結んだ神戸新聞の本社屋（旧神戸新聞会館、現在のミント神戸）が全壊。神戸新聞の編集局長である山根秀夫から電話を受け協定を発動させ、神戸から一部の社員が駆けつけて京都新聞社で神戸新聞の紙面を製作・発行した。その後、神戸新聞との共同企画「生きる」で新聞協会賞を受賞。インターネットに情報発信開始。
- 2004年2月 滋賀本社より本紙とは別刷りの週刊紙「滋賀新聞」が創刊[10]（2005年4月から9月まで発行されていた「みんなの滋賀新聞」とは無関係[注 2]）。
- 2006年4月 経営基盤の強化を目的に、グループ経営に移行。株式会社京都新聞社（グループ統括・編集・製作）、株式会社京都新聞COM（広告営業・新聞販売）、株式会社京都新聞印刷（新聞印刷）の3社に分割[7]。
- 2007年 2月24日号をもって「滋賀新聞」の発行を終了[10]。
- 2007年 神戸新聞社の機器故障により、9月22日夕刊・9月23日朝刊の神戸新聞について、紙面製作を京都新聞社で行う[要出典]。
- 2011年 福井新聞と、大規模災害時の印刷援助委託協定を結ぶ。[11]
- 2014年4月1日 旧法人の株式会社京都新聞社が持株会社に移行[7]。これにより商号を株式会社京都新聞ホールディングス[注 3]に変更、京都新聞COM、京都新聞印刷を完全子会社化するとともに、新聞編集事業を新法人の「株式会社京都新聞社」に継承。
- 2018年2月7日 北陸を中心とした豪雪による道路のマヒにより、福井新聞との災害援助委託協定に基づき、嶺南地区の敦賀市、小浜市などの地域に向けた34,000部の同日付け福井新聞朝刊を、久御山町の京都新聞印刷の工場にて印刷・トラック輸送を行った[11]。
- 2021年3月16日 4月1日より、朝夕刊セットの月極め購読料を4,400円に改定すると発表した[12]。
- 2023年10月6日 11月1日より朝夕刊セットの月極め購読料を4,900円に、統合版を3,900円にそれぞれ改定すると発表した[13]。
- 2024年6月28日 京都新聞ホールディングスの資本金を6億円から1億円に減資することを可決[14]。
- 2025年3月1日 滋賀本社が発行する滋賀県向け紙面の題字を『滋賀 京都新聞』に変更[6]。それにより2005年4月から9月まで発行されていた「みんなの滋賀新聞」以来20年ぶりに滋賀県に県紙が事実上復活する[要出典]。

## 社史・記念誌
- 京都新聞九十年史（京都新聞社史編さん委員会 編） 1969年6月1日発行、575ページ。
- 京都新聞社小史（京都新聞社小史作成委員会 編） 1974年3月発行、230ページ。
- 京都新聞百年史（京都新聞社史編さん小委員会 編） 1979年12月発行、661ページ。
- 京都新聞一〇五年小史（京都新聞社社史編さん委員会 編） 1984年6月発行、203ページ。
- 京都新聞110年史（京都新聞創刊110年記念事業実行委員会社史編さん部会 編） 1989年10月発行、488ページ。
- 京都新聞115年小史（京都新聞115年小史編纂委員会 編） 1994年10月発行、261ページ。
- 京都新聞120年史（京都新聞創刊120年記念事業実行委員会社史編さん部会 編） 1999年10月発行、303ページ。
- 京都新聞グループ130年史（京都新聞ホールディングス 編） 2009年3月発行、DVD-ROM。
- 京都新聞グループ140年史（京都新聞ホールディングス 編） 2020年1月発行、DVD-ROM。

## 事業所

### 本社
- 京都府京都市中京区烏丸通夷川上ル少将井町239番地（〒604-8577）

滋賀本社
- 滋賀県大津市京町四丁目3番33号 滋賀プレスビル

### 支社・総局・支局

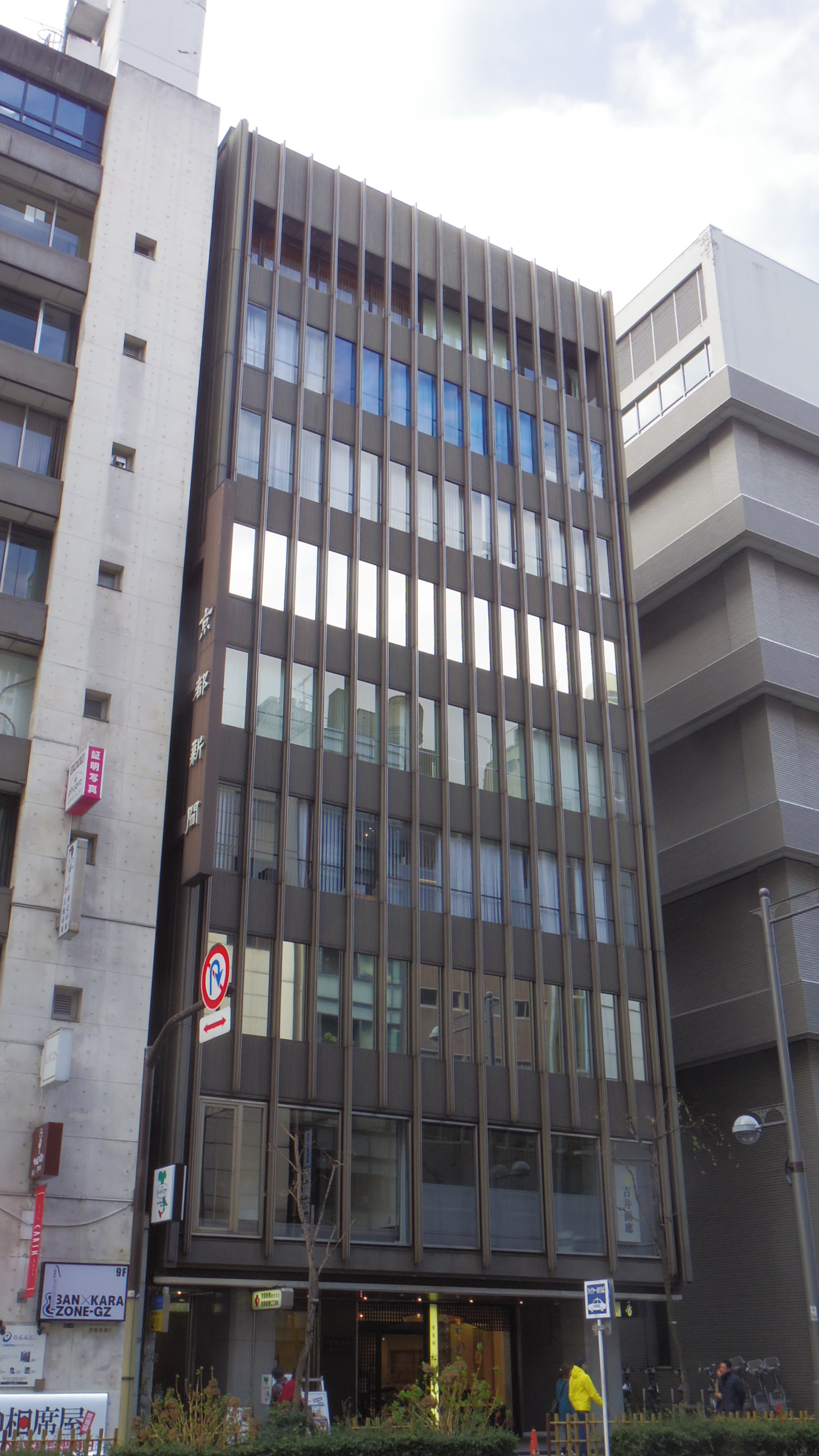
東京支社（中央区銀座8丁目2-8）

支社
- 南部（京都府久世郡久御山町）
- 東京（東京都中央区）
- 大阪（大阪府大阪市北区）

総局
- 京都府
  - 北部（福知山市）
  - 丹波（亀岡市）
  - 洛西（向日市）
  - 京田辺・学研（京田辺市）
- 滋賀県
  - 湖南（草津市）
  - 滋賀北部（近江八幡市）

支局
- 京都府：舞鶴、宮津、綾部、京丹後、南丹
- 滋賀県：彦根、長浜、高島、甲賀

### その他
印刷工場
- 久御山工場：京都府久世郡久御山町大字林小字高黒1番8号

研究所
- 京都新聞総合研究所

## 関連企業
- エフエム京都（α-STATION）
- エフエム滋賀（e-radio）
- 京都サンガF.C.
- 京都放送（KBS京都）：かつては本社ビル内に局舎を置いていた。
- びわ湖放送
- 洛西ケーブルビジョン

## 番組表

### 地上波テレビ
（京都・滋賀ともフルサイズ）
- NHK総合（1）（京都府版は京都局、滋賀県版は大津局基準のものを掲載。局名カット下部の電話番号は大阪局のものを収録）
- NHKEテレ（2）
- MBSテレビ（4）
- ABCテレビ（6）
- カンテレ（8）
- 読売テレビ（10）

※1969年3月までは関西テレビを大きく扱っていた（同局だけ枠が広がっており、解説記事も多かった。これは関西テレビの開局に際し、京都新聞の資本提供があったためだった）。
（地域によって掲載するサイズが異なる局）
- 京都テレビ（5）（京都府版はフル。滋賀県版はハーフサイズ）

（サービス放送が開始された）1969年2月1日付の朝刊から掲載。サービス放送時はNHK教育の隣にその日の番組解説とともにハーフサイズながら幅をやや広めにとって掲載、正式開局後は少なくとも1980年代前半まで一番左端に載せていた（すなわち最初に近畿放送テレビが掲載され、その次が在大阪局だった）が、それ以後は一般的な新聞同様、在大阪局から始めて、京都府版では読売テレビの隣のフルサイズ、滋賀県版はびわ湖放送の隣のハーフサイズ局で載せている。
- びわ湖テレビ（3）（滋賀県版はフル。京都府版はハーフサイズ[注 5]）
  - 夕刊の場合、京都府版・滋賀県版ともに両局フルサイズ。
  - びわこ放送が夕方中心の編成だった時代は、京都・滋賀とも近畿（京都）はフル、びわ湖はクォーターサイズで解説欄に記載されていた。
- テレビ大阪（7）（京都府版・滋賀県版共ハーフ　夕刊も同じ。朝刊の場合は京都府版はびわ湖放送、滋賀県版はKBS京都の欄の下、夕刊はびわ湖放送の隣の広告の下に位置している）

（京都・滋賀とも小サイズ。朝刊は中面掲載　夕刊は省略）
- サンテレビ（3）
- 奈良テレビ（9）

毎年1月1日付は、京都テレビ、びわ湖テレビのテレビ欄は京都・滋賀ともフルサイズで掲載。そのためテレビ大阪は第2テレビ面で掲載される。

### 衛星テレビ
（最終面の地上波テレビと併載）
ハーフサイズ
- NHK BS（BS1）
- NHK BSP4K

小サイズ
- BS日テレ（BS4）
- BS朝日（BS5）
- BS-TBS（BS6）
- BSテレ東（BS7）
- BSフジ（BS8）
- BS11 イレブン（BS11）
- トゥエルビ（BS12）
- J:COM みやびじょん（オリジナルチャンネル）

（以下中面に掲載）
- WOWOWプライム・ライブ・シネマ（BS9）
- WOWOWプラス
- BSアニマックス
- J SPORTS1・2・3
- BS10
- BS10スターチャンネル
- BS釣りビジョン
- BS日本映画専門チャンネル
- BSディズニー・チャンネル
- BSよしもと
- 放送大学テレビ・ラジオ

市民版にはRCV京都（CATV自主放送）の番組表を掲載。
丹波版にはなんたんテレビ（CATV自主放送）の番組表を掲載（初回放送番組のみ掲載）

### ラジオ

#### 中波
- NHK第1（周波数は大阪局の666kHzと彦根局の945kHzのみ記載）
- NHK第2（夕刊は非掲載）
- 京都放送（周波数は京都本局の1143kHzとワイドFMの周波数のみ記載[注 7]。）
- ABCラジオ
- MBSラジオ
- ラジオ大阪（夕刊は非掲載）
- ラジオ関西（周波数は神戸本局の558kHzとワイドFMの周波数のみ記載）

#### FM・短波
- NHK-FM（周波数は京都局の82.8MHzと大津局の84.0MHzのみ記載。大阪局の88.1MHzは記載されていない）
- α-Station
- e-radio
- FM802
- FM大阪
- KissFM（夕刊は非掲載）
- FM COCOLO（ハーフサイズ、夕刊は非掲載）
- ラジオNIKKEI（夕刊は非掲載）

FM COCOLOについては開局当初は掲載されておらず、開局から約5年後の2000年頃にようやく掲載されるようになった。
市民版には三条ラジオカフェ、ラジオミックスの番組表を掲載（自社制作番組のみ掲載。FM845は非掲載）
山城版にはFMうじの番組表を掲載（自社制作番組のみ掲載。FMおとくには非掲載）。
丹後中丹版にはFMいかる、FM丹波、FMまいづる（2017年1月9日より）の番組表を掲載（自社制作番組のみ掲載。FMたんごは非掲載）。
中面の番組表は2010年9月末まで見開き（右側が衛星放送と隣接県地上波テレビ、左側がラジオ）だったが、同年10月からの紙面刷新でテレビ・ラジオとも1ページにまとめての掲載に変更された。
2011年7月24日付から地上デジタル放送の完全移行に伴い、テレビ・ラジオ欄が大幅に刷新された。これまで中面に掲載されていた民放系BSデジタル放送が最終面に移動（サイズもハーフサイズから小サイズに変更）されたほか、中面のサンテレビと奈良テレビもハーフサイズから小サイズに縮小された。またラジオ欄では以前FM福井の番組欄も掲載されていたが、2011年7月23日付で同局の掲載を打ち切った。

## 地域版

### 京都府
- 京都市民版
- 山城版
- 洛西版
- 丹波版
- 丹後・中丹版

### 滋賀県
- 県民版
  - 前述の通り、滋賀県内向けの紙面は1面の題字が『滋賀 京都新聞』と表記されている。
    - 1994年から2025年2月28日付までの滋賀県内向けの紙面には1面の題字下に『滋賀』『滋賀夕刊』の表記が入っていた。

  - 地域面は毎週火曜日から金曜日までの週4回は「地域プラス面」「関西広域ニュース面」を掲載し、4ページ建てになっている。

### 朝夕刊の別
朝・夕刊セットは京都府南部の京都市、宇治市、亀岡市、城陽市、向日市、長岡京市、八幡市、京田辺市、南丹市、木津川市、大山崎町、久御山町、綴喜郡、相楽郡、京丹波町、並びに大津市の一部で販売。ただし夕刊の内容は京都・滋賀ともほぼ同じものである。京都府北部（日本海側）と大津市一部を除く残りの滋賀県全域は朝刊のみの統合版である。

## 4コマ漫画
- 朝刊
  - 「ゴンちゃん」（かまちよしろう） - 2017年4月1日から掲載。大阪日日新聞、静岡新聞、岐阜新聞など各地の地方紙にも掲載。カラーで掲載。
- 夕刊
  - 漫画は当面、休載中。（休載前は「こよみちゃん」（そらあすか）（2014年12月27日で終了））

## 不祥事
- 2012年3月2日　同年2月28日の紙面に掲載した本社採用告知において出身地を制限する旨の応募資格を記載したとして京都労働局から指導を受ける[15]。

### 白石家に対する利益供与問題
2022年4月21日、親会社の京都新聞ホールディングスは、長年にわたり京都新聞を同族経営してきた白石家出身で相談役だった白石浩子に、勤務実態がないにも関わらず総額16億円を超える報酬を支払ったとして、会社法120条違反であると第三者委員会から指摘されたことが判明した。新聞社への違法な報酬の支払いでの指摘は極めて異例。
浩子元相談役は87年からの34年間に年4000万から6000万円の報酬を受け取っており、その総額は16億4770万円に達すること、さらに私邸の管理費2億5950万円もつけ回していたと週刊新潮2022年5月19日号で報じられた。京都新聞HDは報告書公表の会見で、「社会的責任に照らして許されない」と、浩子元相談役に対する返還請求に言及したが、株式は白石家の資産管理会社「文化院」が25.9％を所持するほか、浩子元相談役が2.5％、彼女の息子でHD取締役の白石京大も1.5％を保有しており「白石家のファミリー企業である京都新聞から白石家を排除するのは容易ではない」と述べ、第三者委員会の報告書も無意味なものになってしまいかねないと指摘している。
これを受けて同年6月29日、京都新聞の記者数人が利益供与による会社法違反の疑いで、白石浩子元相談役と白石京大HD取締役を京都地方検察庁に刑事告発した。なお、白石京大は同日行われた株主総会でHD取締役を退任したことで、白石家は同社の経営から一掃されている。2023年3月20日、京都地方検察庁は白石ら2人を嫌疑不十分で不起訴処分とした。
2025年1月23日、京都新聞HDと子会社2社が、白石浩子元相談役に支払った報酬計約5億円の返還を求めた訴訟の判決で、京都地方裁判所は、会社法に違反する利益供与に当たると認め、請求通りの支払いを命じた。

## 主催イベントなど
- 皇后盃全国都道府県対抗女子駅伝競走大会（主催、NHKで例年生中継。ブロック紙を除いた地方新聞社が主催する全国規模のスポーツイベントとしては最大）
- 京都新聞杯（中央競馬の重賞競走）かつては菊花賞トライアルだったが現在は日本ダービーへの東上最終便として有名でありダービー馬も輩出している。
- 京都新聞大賞（京都府と滋賀県にゆかりがあり、顕著な功績を上げた個人や団体をたたえる賞）[23]